# Kuncsorba
Kuncsorba ist eine ungarische Gemeinde im Kreis Törökszentmiklós im Komitat Jász-Nagykun-Szolnok.

## Geografische Lage
Kuncsorba liegt in der nördlichen großen Tiefebene, 12,5 Kilometer südöstlich der Kreisstadt Törökszentmiklós und gut ein Kilometer westlich eines Arms des Nagykunság-Hauptkanals (Nagykunsági Főcsatorna). Nachbargemeinden sind Örményes, Kétpó und Túrkeve.

## Geschichte
Im 13. Jahrhundert ließen sich Kumanen in der Region nieder, die das Land von König Béla IV. geschenkt bekamen, was eine Urkunde aus dem Jahr 1261 bezeugt. Schriftlich wurde der Ort zunächst mit den Namen Csorbajánosszállása und Csorbaszállás erwähnt. Im Jahr 1910 hatte die damalige Großgemeinde 1241 Einwohner, 1930 betrug die Einwohnerzahl 1364.

## Infrastruktur
In Kuncsorba gibt es Kindergarten, Bücherei, Post, Hausarztpraxis, zwei Kirchen und das Bürgermeisteramt. Der Ort ist traditionell landwirtschaftlich geprägt mit Pflanzenbau und Tierhaltung.

## Gemeindepartnerschaft
- Ariniș, Rumänien

## Sehenswürdigkeiten
- Reformierte Backsteinkirche, erbaut 1937
- Römisch-katholische Kirche Szent István király, erbaut 1939
- Weltkriegsdenkmal (Hősi emlékmű), erschaffen von József Damkó

## Verkehr
Durch Kuncsorba verläuft die Landstraße Nr. 4204. Der nächstgelegene Bahnhof befindet sich 10 Kilometer nördlich in Fegyvernek-Örményes.

## Einzelnachweis
1. ↑  Helyi önkormányzati választások 2019 - Kuncsorba (Jász-Nagykun-Szolnok megye). Nemzeti Választási Iroda, 13. Oktober 2019, abgerufen am 27. Mai 2020 (ungarisch).